# Arnaud Vincent
Arnaud Vincent (30 de noviembre de 1974, Laxou, Meurthe-et-Moselle, Francia) es un expiloto de motociclismo, que llegó a ser campeón del mundo en la categoría de 125cc en el año 2002, superando por 19 puntos al subcampeón Manuel Poggiali.

## Resultados

### Campeonato del Mundo de Motociclismo
Sistema de puntuación de 1993 hasta 2022:
| Posición | 1.º | 2.º | 3.º | 4.º | 5.º | 6.º | 7.º | 8.º | 9.º | 10.º | 11.º | 12.º | 13.º | 14.º | 15.º |
| Puntos   | 25  | 20  | 16  | 13  | 11  | 10  | 9   | 8   | 7   | 6    | 5    | 4    | 3    | 2    | 1    |

### Carreras por año
(Carreras en negrita indica pole position, carreras en cursiva indica vuelta rápida)
| Año  | Cat.  | Moto    | 1       | 2       | 3       | 4       | 5       | 6       | 7       | 8       | 9       | 10      | 11      | 12      | 13      | 14      | 15      | 16      | Pos. | Pts. |
| ---- | ----- | ------- | ------- | ------- | ------- | ------- | ------- | ------- | ------- | ------- | ------- | ------- | ------- | ------- | ------- | ------- | ------- | ------- | ---- | ---- |
| 1996 | 125cc | Aprilia | MAL     | INA     | JPN     | SPA     | ITA     | FRA Ret | NED     | GER     | GBR     | AUT     | CZE     | IMO     | CAT     | BRA     | AUS     |         | NC   | 0    |
| 1998 | 125cc | Aprilia | JPN 20  | MAL 10  | SPA 14  | ITA 11  | FRA 12  | MAD Ret | NED 16  | GBR 11  | GER 2   | CZE 6   | IMO 9   | CAT 12  | AUS Ret | ARG 7   |         |         | 12.º | 72   |
| 1999 | 125cc | Aprilia | MAL 4   | JPN Ret | SPA 10  | FRA 2   | ITA 5   | CAT 1   | NED 7   | GBR 9   | GER 10  | CZE 10  | IMO 3   | VAL 4   | AUS Ret | RSA 2   | BRA 13  | ARG Ret | 7.º  | 155  |
| 2000 | 125cc | Aprilia | RSA 1   | MAL Ret | JPN 8   | SPA 8   | FRA 5   | ITA 8   | CAT 4   | NED 13  | GBR 13  | GER 4   | CZE 6   | POR 3   | VAL 10  | BRA Ret | PAC 8   | AUS Ret | 7.º  | 132  |
| 2001 | 125cc | Honda   | JPN 9   | RSA 6   | SPA 11  | FRA 6   | ITA 7   | CAT 14  | NED 2   | GBR 18  | GER Ret | CZE Ret | POR 10  | VAL 18  | PAC Ret | AUS 21  | MAL 7   | BRA 3   | 10.º | 94   |
| 2002 | 125cc | Aprilia | JPN 1   | RSA 2   | SPA 2   | FRA 4   | ITA 9   | CAT 11  | NED 4   | GBR 1   | GER 1   | CZE 3   | POR 1   | BRA 2   | PAC 15  | MAL 1   | AUS 4   | VAL 2   | 1.º  | 273  |
| 2003 | 125cc | KTM     | JPN Ret | RSA 12  | SPA 22  | FRA Ret | ITA 21  | CAT 14  | NED Ret | GBR 8   | GER Ret | CZE     |         |         |         |         |         |         | 18.º | 39   |
| 2003 | 125cc | Aprilia |         |         |         |         |         |         |         |         |         |         | POR 5   | BRA 13  | PAC 19  | MAL 16  | AUS 5   | VAL Ret | 18.º | 39   |
| 2004 | 250cc | Aprilia | RSA 13  | SPA 8   | FRA Ret | ITA Ret | CAT     | NED Ret | BRA 19  | GER Ret | GBR Ret | CZE Ret | POR Ret | JPN Ret | QAT     | MAL     | AUS     | VAL 12  | 21.º | 15   |
| 2005 | 250cc | Fantic  | SPA Ret | POR Ret | CHN     | FRA DNQ | ITA Ret | CAT Ret | NED 24  | GBR Ret | GER Ret | CZE 18  | JPN Ret | MAL Ret | QAT Ret | AUS Ret | TUR Ret | VAL Ret | NC   | 0    |
| 2006 | 250cc | Honda   | SPA 10  | QAT 16  | TUR Ret | CHN Ret | FRA 15  | ITA Ret | CAT 16  | NED DNQ | GBR     | GER Ret | CZE 14  | MAL 11  | AUS Ret | JPN DNS | POR     | VAL     | 22.º | 14   |

(Carreras en negrita indica pole position, carreras en cursiva indica vuelta rápida)
| Año  | Moto     | 1       | 2      | 3       | 4       | 5   | 6   | 7   | 8   | 9   | 10  | 11  | 12  | 13  | Pos. | Pts. |
| ---- | -------- | ------- | ------ | ------- | ------- | --- | --- | --- | --- | --- | --- | --- | --- | --- | ---- | ---- |
| 2007 | Yamaha   | QAT     | AUS    | EUR Ret | SPA     | NED | ITA | GBR | SMR | CZE | GBR | GER | ITA | FRA | NC   | 0    |
| 2008 | Kawasaki | QAT Ret | AUS 22 | SPA 18  | NED Ret | ITA | GER | SMR | CZE | GBR | EUR | ITA | FRA | POR | NC   | 0    |